# Рудник Дейзі
Рудник Дейзі (Daisy) – гірничодобувний майданчик на заході Австралії.
Золоторудне родовище Дейзі-Мілано виявили ще в 1896 році. Перший етап розробки тривав до 1940-х років та призвів до вилучення біля 12 тонн золота. Роботи провадили підземним способом за допомогою шахтних стовбурів на глибину до 80 метрів.
В 1990-му новий етап робіт почала Ridgeview Nominees Pty Ltd, яка спершу також використовувала для підйома руди шахтний стовбур, допоки в 2001 році не ввела в дію транспортний ухил (станом на 2013 рік досягнув глибини у 600 метрів). Обсяги видобутку були доволі невеликі, так, є відомості, що в 2000 та 2001 роках вилучили 0,17 та 0,2 тонни золота відповідно. Також відомо, що в 1993 році відпрацювали відкритим способом поклади-сателіти Лорна-Дун та Спініфекс, з яких отримали 0,77 тонни золота.
У 2005-му році рудник придбала Perilya Limited, що змогла вилучити в 2005/2006 та 2006/2007 фінансових роках 0,8 та 0,77 тонн золота відповідно. Втім, копальня не мала власної фабрики з вилучення золота та була вимушена витрачати значні кошти на вивіз руди для переробки на розташовані за сотню кілометрів фабрики рудників Джубілі та Кулгаді, тому на початку 2007-го її зупинили.
Того ж 2007 року новим власником стала Silver Lake Resources, що навесні 2008-го відновила розробку. Новий власник перенаправив руду на належну йому фабрику з вилучення золота Лейквуд, що знаходилась за півсотні кілометрів від рудника, та доповнив підземну розробку рядом неглибоких кар’єрів (наприклад, для розробки рудних тіл Крісмас-Флет та Дінні-Реджіо). Як наслідок, у 2008/2009 фінансовому році з копальні Дейзі отримали вже 1,5 тонни золота, а в 2009/2010 році цей показник досягнув 2,1 тонни. У звіті Silver Lake за 2014/2015 фінансовий рік повідомлялось, що накопичений видобуток з моменту придбання копальні в 2007 році досягнув 15,9 тонни золота. У звіті за 2015/2016 рік зазначили, що видобули 2,2 тонни золота, а загальний накопичений видобуток на Дейзі вже досягнув 23 тонни.
За 2016/2017 – 2022/2023 фінансові роки сукупний видобуток склав біля 2 млн тонн руди та 11,6 тонни золота, тоді як залишкові запаси оцінювали у 0,48 млн тонн руди та 3,6 тонни золота.
Ще в 2013-му Silver Lake Resources поглинула компанію Integra Mining, що дало змогу використовувати створену останньою фабрику з вилучення золота Рандаллс (є центральною для групи копалень, яка також включає рудники Алдісс, Маунт-Белчес та Мажестік/Імперіал), яка знаходиться лише за півтора десятки кілометрів від Дейзі.